# Magyar Erzsi
Magyar Erzsi, Magaziner Erzsébet (Budapest, 1893. augusztus 20. – Brookfield, Connecticut, 1979. január 22.) színésznő.

## Életútja
Magaziner Lajos redőnygyáros és Böhm Mária leányaként született. Rövid ideig Rákosi Szidi színiiskolájának növendéke volt. 1915. február 10-én Budapesten feleségül ment Landsberger Ernő kereskedőhöz, akitől 1918-ban elvált. 1919. március 2-án a Király Színházban a Gróf Rinaldó című operett Rózsi szerepében debütált. 1920 nyarán a Scala Színház, majd szeptember 16-án a megnyíló Eskütéri Színház tagja lett, utána a Revü Színház primadonnája volt. 1924. január 30-án New Yorkban Elsa Erzsi (Elsa Ersi, Elsa Elsie) néven a Longacre Theaterben a Moonlight (Holdvilág) fő női szerepében vendégszerepelt. Ezután a New York-i Ziegfeld-féle revüszínház tagja volt. 1946-ban a sportcsarnoki Népvarietében Zerkovitz Béla Aranymadár című operettjében Alice de Boulogne szerepét alakította.